# Leonid Alexejewitsch Polowinkin
Leonid Alexejewitsch Polowinkin (russisch Леонид Алексеевич Половинкин; * 1. Augustjul. / 13. August 1894greg. in Kurgan; † 8. Februar 1949 in Moskau) war ein sowjetischer Komponist.

## Leben
Polowinkin hatte in seiner Heimatstadt Unterricht in den Fächern Klavier, Geige, Komposition und Dirigieren, studierte in Moskau Jura und war von 1917 bis 1924 Schüler von Georgi Katuar, Sergei Wassilenko, Nikolai Mjaskowski, Nikolai Malko und Reinhold Glière.
Ab 1924 war er in Leningrad an der Errichtung des Marmontow-Studios für Monumentale Oper beteiligt. Zugleich wirkte er als musikalischer Leiter am Aleksandrinski-Theaters. Von 1926 zu seinem Tode war er musikalischer Leiter des Zentralen Kinder-Musiktheaters in Moskau und Lebensgefährte von dessen Leiterin Natalia Saz. Außerdem war er Mitglied und Sekretär der Assoziation für Zeitgenössische Musik (ASM).
Polowinkins Kompositionen waren zunächst von Alexander Skrjabin geprägt. Später wurde sein Stil avantgardistischer. Er komponierte neun Sinfonien, ein Klavierkonzert, kammermusikalische Werke, darunter vier Streichquartette, fünf Klaviersonaten, Klavierstücke und Lieder. Kollektive Kompositionen entstanden mit Alexander Mossolow, Anatoli Alexandrow, Dmitri Schostakowitsch und Nikolai Roslawetz.
Nach seinem Tod im Jahr 1949 wurde Polowinkin auf dem Nowodewitschi-Friedhof in Moskau beerdigt und geriet weitgehend in Vergessenheit. 

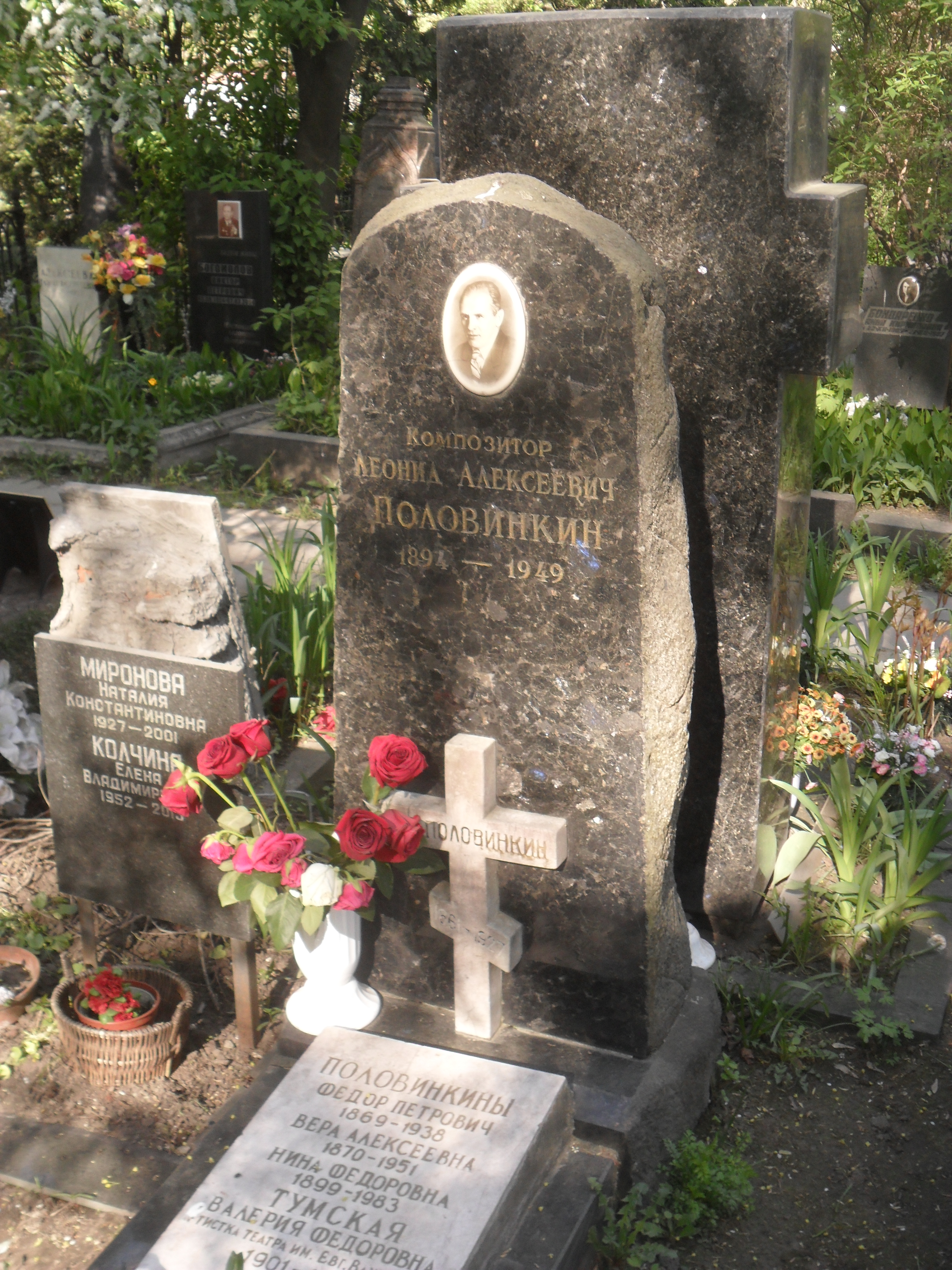
Grab von Leonid Alexejewitsch Polowinkin auf dem Nowodewitschi-Friedhof in Moskau

Erst in jüngster Zeit werden seine Werke wiederentdeckt. So spielte die Pianistin Anait Karpova eine Auswahl seiner Klavierkompositionen auf CD ein.

## Filmografie (Auswahl)
- 1940: Die schöne Wassilissa (Василиса Прекрасная)
- 1941: Das Wunderpferdchen (Конeк-горбунок)